# Puchar Miast Targowych (1970/1971)
XIII Puchar Miast Targowych 1970/1971

(ang. Inter-Cities Fairs Cup)

## 1/32 finału
| AEK Ateny – FC Twente 0:1 i 0:3 1 2.09 1970 0:1 R. van der Kerkhof 12 2 8.09 1970 0:1 Pahlplatz 37, 0:2 R. van der Kerkhof 43, 0:3 Pahlplatz 50 |
| FK Željezničar – RSC Anderlecht 3:4 i 4:5 1 2.09 1970 1:0 Osim 4, 1:1 Puis 34, 2:1 Sprečo 58, 3:1 Mujkić 59, 3:2 Mulder 60, 3:3 Puis 82, 3:4 van Binst 89 2 16.09 1970 0:1 Ejderstedt 11, 1:1 Bukal 20, 1:2 van Himst 23, 2:2 Bukal 25, 3:2 Sprečo 36, 3:3 Puis 55, 4:2 Sprečo 60, 4:4 Ejderstedt 61, 4:5 Ejderstedt 75                                               |
| ARA La Gantoise – Hamburger SV 0:1 i 1:7 1 2.09 1970 0:1 Nogly 25 2 15.09 1970 0:1 Dörfel 3, 0:2 Dörfel 22, 0:3 Honig 26, 0:4 Zaczyk 57k, 0:5 Dörfel 59, 0:6 Dörfel 61, 0:7 Volkert 84, 1:7 Benedito 89 |
| Sevilla FC Sewilla – Eskişehirspor 1:0 i 1:3 1 5.09 1970 1:0 Eloy 61 2 16.09 1970 1:0 Acosta 79, 1:1 Fethi Heper 80, 1:2 Fethi Heper 82, 1:3 Fethi Heper 90 |
| Coleraine F.C. – Kilmarnock F.C. 1:1 i 3:2 1 15.09 1970 0:1 Mathie 56, 1:1 Mullan 60 2 29.09 1970 0:1 McLean 16, 0:2 Morison 22, 1:2 Dickson 48, 2:2 Dickson 52, 3:2 Dickson 60 |
| Dundee United – Grasshopper Club Zürich 3:2 i 0:0 1 15.09 1970 0:1 Grahn 35, 0:2 Meier 50, 1:2 I. Reid 65, 2:2 Markland 81, 3:2 A. Reid 90 2 30.09 1970 |
| Sarpsborg FK – Leeds United 0:1 i 0:5 1 15.09 1970 0:1 Lorimer 77 2 29.09 1970 0:1 J. Charlton 22, 0:2 J. Charlton 61, 0:3 Bremner 71, 0:4 Bremner 88, 0:5 Lorimer 90 |
| Spartak Trnawa – Olympique Marsylia 2:0 i 0:2 (dog), karne 4:3 1 16.09 1970 1:0 Dobias 31k, 2:0 Masny 48k 2 30.09 1970 0:1 Couécou 14, 0:2 Skoblar 74 |
| 1. FC Köln – CS Sedan 5:1 i 0:1 1 15.09 1970 1:0 Parits 24, 2:0 Thielen 35, 3:0 Rupp 47, 3:1 Pierron 67, 4:1 Rupp 72, 5:1 Lex 84 2 29.09 1970 0:1 Dellamore 87k |
| Lausanne Sports – Vitória Setúbal 0:2 i 1:2 1 15.09 1970 0:1 Vítor Baptista 61, 0:2 Jacinto João 63 2 30.09 1970 0:1 José Maria 21, 1:1 Dufour 41, 1:2 Vitor Baptista 45 |
| Hibernian F.C. – Malmö FF 6:0 i 3:2 1 16.09 1970 1:0 Blair 31, 2:0 McBride 33, 3:0 McBride 57, 4:0 McBride 59, 5:0 A. Duncan 62, 6:0 A. Duncan 75 2 30.09 1970 0:1 Larsson 23, 1:1 B. Duncan 46, 2:1 McEwan 77, 2:2 Jönsson 79, 3:2 Stanton 85 |
| Liverpool F.C. – Ferencvárosi TC 1:0 i 1:1 1 15.09 1970 1:0 Graham 17 2 29.09 1970 0:1 Mucha 47, 1:1 Hughes 65 |
| Trakija Płowdiw – Coventry City 1:4 i 0:2 1 16.09 1970 0:1 O’Rourke 39, 0:2 Martin 43, 0:3 O’Rourke 67, 1:3 Radkow 75, 1:4 O’Rourke 89 2 30.09 1970 0:1 Joicey 30, 0:2 Blockley 35 |
| S.S. Lazio Rzym – Arsenal F.C. 2:2 i 0:2 1 16.09 1970 0:1 Radford 52, 0:2 Radford 56, 1:2 Chinaglia 85, 2:2 Chinaglia 89k 2 23.09 1970 0:1 Radford 11, 0:2 Armstrong 73 |
| Bayern Monachium – Rangers F.C. 1:0 i 1:1 1 16.09 1970 1:0 Beckenbauer 21 2 30.09 1970 1:0 G. Müller 80, 1:1 Stein 81 |
| FC Dinamo Bukareszt – PAOK FC 5:0 i 0:1 1 16.09 1970 1:0 Dumitrache 8, 2:0 Dumitrache 49, 3:0 D. Popescu 64, 4:0 Dumitrache 73, 5:0 D. Popescu 83 2 30.09 1970 0:1 Kudas 80 |
| CS Universitatea Craiova – PDSC 2:1 i 0:3 1 16.09 1970 0:1 Mate 67, 1:1 Taralunga 68, 2:1 Strimbeanu 80 2 30.09 1970 0:1 Kocsis 16, 0:2 Mate 22, 0:3 Kocsis 25 |
| GKS Katowice – FC Barcelona 0:1 i 2:3 1 16.09 1970 0:1 Rexach 82 2 23.09 1970 1:0 Rother 8, 2:0 Nowok 41k, 2:1 Pujol 51, 2:2 Marti-Filosia 60, 2:3 Rexach 84 |
| Wiener SC – SK Beveren 0:2 i 0:3 1 16.09 1970 0:1 Rogiers 58, 0:2 Janssens 74 2 30.09 1970 0:1 Rogiers 41k, 0:2 van der Linden 54, 0:3 Janssens 70 |
| Ilves-Kissat Tampere – SK Sturm Graz 4:2 i 0:3 1 16.09 1970 0:1 Rinne 2s, 1:1 Lundberg 3, 2:1 Nuoranen 40, 3:1 Nuoranen 47, 4:1 Nupponen 53, 4:2 Kaiser 54 2 30.09 1970 0:1 Murlasits 13, 0:2 Albrecht 32, 0:3 Kaiser 49 |
| FC Barreirense – Dinamo Zagrzeb 2:0 i 1:6 1 16.09 1970 1:0 Serafim 30, 2:0 Campora 89 2 30.09 1970 1:0 Campora 38, 1:1 Novak 50, 1:2 Novak 55, 1:3 Novak 70, 1:4 Lalić 72, 1:5 Lalić 75, 1:6 Novak 84 |
| Hajduk Split – Slawia Sofia 3:0 i 0:1 1 16.09 1970 1:0 Jerković22, 2:0 Pavlica 39, 3:0 Jovanić 89 2 30.09 1970 0:1 Dawidow 18 |
| Cork Hibernians – Valencia CF 0:3 i 1:3 1 16.09 1970 0:1 J. Claramunt 13, 0:2 J. Claramunt 22, 0:3 Barrachina 75 2 29.09 1970 0:1 Jara 12, 0:2 Sergio 19, 1:2 Wigginton 40, 1:3 Sergio 47 |
| Sparta Praga – Athletic Bilbao 2:0 i 1:1 1 16.09 1970 1:0 Migas 19k, 2:0 Gogh 61 2 30.09 1970 1:0 Chovanec 53, 1:1 Uriarte 65k |
| FK Partizan – Dynamo Drezno 0:0 i 0:6 1 16.09 1970 2 30.09 1970 0:1 Kreische 16, 0:2 Sammer 25, 0:3 Kreische 37k, 0:4 Kreische 43k, 0:5 Kreische 71k, 0:6 Sachse 85 |
| Akademisk BK – Sliema Wanderers 7:0 i 3:2 1 16.09 1970 F. Hansen (2), O. Carlsen (2), B. Nielsen, J. Petersen, Sultana s 2 29.09 1970 0:1 Sören Jessen 23s, 1:1 A. Hansen 31, 2:1 B. Nielsen 35, 2:2 J. Cini 64, 3:2 B. Nielsen 86 |
| Juventus F.C. – US Rumelange 7:0 i 4:0 1 16.09 1970 1:0 Pablowski 9s, 2:0 Bettega 15, 3:0 Anastasi 19, 4:0 Anastasi 27, 5:0 Anastasi 43, 6:0 Anastasi 70, 7:0 Bettega 74 2 30.09 1970 1:0 Novellini 30, 2:0 Landini 37, 3:0 Novellini 44, 4:0 Novellini 87 |
| B 1901 – Hertha BSC 2:4 i 1:4 1 16.09 1970 0:1 Brungs 20, 1:1 M. Olsen 25, 1:2 Brungs 28, 1:3 Gayer 68, 1:4 Steffenhayen 70, 2:4 H. E. Hansen 78 2 30.09 1970 0:1 Hoor 10, 1:1 N. E. Rasmussen 31, 1:2 Brungs 55, 1:3 Brungs 80, 1:4 Gergely 87 |
| Ruch Chorzów – AC Fiorentina 1:1 i 0:2 1 16.09 1970 1:0 E. Faber 46, 1:1 Vitali 53 2 30.09 1970 0:1 Chiarugi 41, 0:2 Mariani 47 |
| Inter Mediolan – Newcatle United 1:1 i 0:2 1 23.09 1970 0:1 W. Davies 44, 1:1 Celia 84 2 30.09 1970 0:1 Moncur 29, 0:2 Dayson 70 |
| Sparta Rotterdam – Íþróttabandalag Akraness 6:0 i 9:0 1 23.09 1970 1:0 Venneker 2, 2:0 Kowalik 11, 3:0 Koudijzer 44, 4:0 Heijerman 48, 5:0 Heijerman 57k, 6:0 Walbeek 87 2 29.09 1970 1:0 Klijnjan 24, 2:0 Kristensen 29, 3:0 Klijnjan 31, 4:0 Kowalik 32, 5:0 van der Veen 34, 6:0 Kowalik 61, 7:0 Kowalik 65, 8:0 Klijnjan 74, 9:0 Venneker 82 (mecz w Rotterdamie) |
| Vitória SC – AS Angoulême 3:0 i 1:3 1 16.09 1970 1:0 Bernando de Velha 46, 2:0 Peres 55, 3:0 Bernando de Velha 82 2 30.09 1970 0:1 Castellan 39, 0:2 Castellan 44, 1:2 Ademir Belo 49, 1:3 Gallice 68 |

## 1/16 finału
| Hibernian F.C. – Vitória SC 2:0 i 1:2 1 14.10 1970 1:0 A. Duncan 45, 2:0 Stanton 90 2 28.10 1970 0:1 Jorge Gonçalves 20, 0:2 Ademir Belo 43, 1:2 Graham 75 |
| Sparta Rotterdam – Coleraine F.C. 2:0 i 2:1 1 20.10 1970 1:0 Klijnjan 19, 2:0 Klijnjan 44 2 3.11 1970 1:0 Koudijze 15, 2:0 Kristensen 26, 2:1 Jennings 28 |
| Bayern Monachium – Coventry City 6:1 i 1:2 1 20.10 1970 1:0 Schneider 4, 1:1 Hunt 10, 2:1 Schneider 12, 3:1 Schwarzenbeck 15, 4:1 G.Müller 19, 5:1 Roth 75, 6:1 G.Müller 89 2 3.11 1970 0:1 Martin 35, 1:1 Hoeness 47, 1:2 O’Rourke 85                                                            |
| FC Barcelona – Juventus F.C. 1:2 i 1:2 1 20.10 1970 0:1 Haller 12, 0:2 Bettega 55, 1:2 Marcial 76 2 3.11 1970 0:1 Bettega 3, 0:2 Capello 23, 1:2 Pujol 83 |
| AC Fiorentina – 1. FC Köln 1:2 i 0:1 1 20.10 1970 1:0 Mariani 20, 1:1 Flohe 25, 1:2 Flohe 46 2 3.11 1970 0:1 Biskup 33k |
| SK Sturm Graz – Arsenal F.C. 1:0 i 0:2 (dog) 1 21.10 1970 1:0 Zamut 48 2 4.11 1970 0:1 R. Kennedy 56, 0:2 Storey 98k |
| Leeds United – Dynamo Drezno 1:0 i 1:2 1 21.10 1970 1:0 Lorimer 57k 2 4.11 1970 0:1 Hemp 15, 1:1 Jones 31, 1:2 Kreische 64 |
| Liverpool F.C. – FC Dinamo Bukareszt 3:0 i 1:1 1 21.10 1970 1:0 Lindsay 60, 2:0 Lawler 76, 3:0 Hughes 82 2 4.11 1970 0:1 Salceanu 31, 1:1 Boersma 47 |
| Akademisk BK – RSC Anderlecht 1:3 i 0:4 1 21.10 1970 0:1 Mulder 30, 1:1 B. Nielsen 33, 1:2 Ejderstedt 35, 1:3 Yde 38s 2 4.11 1970 0:1 van Himst 12, 0:2 Nordahl 33, 0:3 Nordahl 55, 0:4 Elizeu 82                                                                                                 |
| Newcatle United – PDSC 2:0 i 0:2 (dog), karne 3:5 1 21.10 1970 1:0 Davies 44, 2:0 Davies 58 2 4.11 1970 0:1 Mate 18, 0:2 Mate 82 |
| Sparta Praga – Dundee United 3:1 i 0:1 1 21.10 1970 1:0 Vrana 19, 1:1 Traynor 25, 2:1 Jurkanin 71, 3:1 Jurkanin 89 2 4.11 1970 0:1 Gordon 31 |
| Hertha BSC – Spartak Trnawa 1:0 i 1:3 1 21.10 1970 1:0 Horr 85 2 28.10 1970 0:1 Kuna 8, 0:2 Wild 36s, 1:2 Gayer 73, 1:3 Bozik 76 |
| Dinamo Zagrzeb – Hamburger SV 4:0 i 0:1 1 21.10 1970 1:0 Lalić 2, 2:0 Lalić 24, 3:0 Čerček 73, 4:0 H. Schulz 83s 2 4.11 1970 0:1 Honig 36 |
| Vitória Setúbal – Hajduk Split 2:0 i 1:2 1 21.10 1970 1:0 José Maria 59, 2:0 Jacinto João 82 2 4.11 1970 1:0 José Maria 23, 1:1 Nadoveza 63, 1:2 Buljan 72 |
| Valencia CF – SK Beveren 0:1 i 1:1 1 21.10 1970 0:1 de Raeymaecker 77 2 4.11 1970 0:1 de Raeymeacker 60, 1:1 Forment 84 |
| Eskişehirspor – FC Twente 3:2 i 1:6 1 28.10 1970 1:0 Halil Gundogon 42, 2:0 Fethi Haper 44, 2:1 Pahlplatz 72, 2:2 R. van der Kerkhof 87, 3:2 Fethi Haper 89 2 4.11 1970 0:1 Jeuring 1, 0:2 Jeuring 12, 1:2 Fethi Heper 26, 1:3 R. van der Kerkhof 44, 1:4 Jeuring 60, 1:5 Streuer 85, 1:6 Nagy 88 |

## 1/8 finału
| Spartak Trnawa – 1. FC Köln 0:1 i 0:3 1 25.11 1970 0:1 Dobiaš 8s 2 9.12 1970 0:1 Biskup 34k, 0:2 Hemmersbach 60, 0:3 Rupp 74 |
| Bayern Monachium – Sparta Rotterdam 2:1 i 3:1 1 25.11 1970 0:1 Heijerman 19, 1:1 Schneider 56, 2:1 G. Müller 88 2 9.12 1970 1:0 G. Müller 23, 1:1 Knatensen 32, 2:1 G. Müller 40, 3:1 G. Müller 66                                           |
| Leeds United – Sparta Praga 6:0 i 3:2 1 2.12 1970 1:0 Clarke 19, 2:0 Chovanec 24s, 3:0 Bremner 26, 4:0 E. Gray 28, 5:0 E. Gray 36, 6:0 J. Charlton 54 2 9.12 1970 1:0 E. Gray 12, 2:0 Clarke 32, 3:0 Belfitt 35, 3:1 Barton 65, 3:2 Urban 85 |
| Arsenal F.C. – SK Beveren 4:0 i 0:0 1 2.12 1970 1:0 Graham 10, 2:0 R. Kennedy 29, R. Kennedy 77, Sammels 81 2 16.12 1970 |
| PDSC – Juventus F.C. 0:1 i 0:2 1 3.12 1970 0:1 Causio 31 2 16.12 1970 0:1 Anastasi 85, 0:2 Anastasi 87 |
| Dinamo Zagrzeb – FC Twente 2:2 i 0:1 1 9.12 1970 1:0 Gucmirtl 17, 2:0 Gucmirtl 37, 2:1 Pahlplatz 41, 2:2 R. van der Kerkhof 88 2 16.12 1970 0:1 Jeuring 21                                                                                   |
| RSC Anderlecht – Vitória Setúbal 2:1 i 1:3 (dog) 1 9.12 1970 1:0 Ejderstedt 9, 1:1 Vagner 32, 2:1 Mulder 66 2 23.12 1970 0:1 Felix Guereiro 24, 1:1 Desanghere 52, 1:2 Vítor Baptista 70, 1:3 Felix Guereiro 120                             |
| Hibernian F.C. – Liverpool F.C. 0:1 i 0:2 1 9.12 1970 0:1 Toshack 75 2 15.12 1970 0:1 Heighway 23, 0:2 Boersma 50 |

## 1/4 finału
| Juventus F.C. – FC Twente 2:0 i 2:2 (dog) 1 27.01 1971 1:0 Haller 7, 2:0 Novellini 80 2 17.02 1971 0:1 Pahlplatz 11, 0:2 Droost 49, 1:2 Anastasi 96, 2:2 Anastasi 98 |
| Arsenal F.C. – 1. FC Köln 2:1 i 0:1 1 9.03 1971 1:0 McLintock 24, 1:1 Thielen 44, 2:1 Storey 69 2 23.03 1971 0:1 Biskup 4k                                           |
| Leeds United – Vitória Setúbal 2:1 i 1:1 1 10.03 1971 0:1 Vítor Baptista 2, 1:1 Lorimer 19, 2:1 Giles 72k 2 24.03 1971 1:0 Lorimer 17, 1:1 Vítor Baptista 84         |
| Liverpool F.C. – Bayern Monachium 3:0 i 1:1 1 10.03 1971 1:0 A. Evans 30, 2:0 A. Evans 49, 3:0 A. Evans 73 2 24.03 1971 1:0 Ross 74, 1:1 Schneider 77                |

## 1/2 finału
| Liverpool F.C. – Leeds United 0:1 i 0:0 1 14.04 1971 0:1 Bremner 67 2 28.04 1971                                             |
| 1. FC Köln – Juventus F.C. 1:1 i 0:2 1 14.04 1971 0:1 Bettega 37, 1:1 Thielen 87 2 28.04 1971 0:1 Capello 2, 0:2 Anastasi 85 |

## Finał
| Juventus F.C. – Leeds United 2:2 i 1:1 |
| 26 maja 1971 Turyn Stadio Comunale (65 000) Juventus F.C. – Leeds United 0:0 Sędzia: Laurens van Ravens (Holandia) Juventus F.C. (trener Čestimir Vycpalek): Massimo Piloni – Luciano Spinosi, Sandro Salvadore (kapitan), Giampietro Marchetti, Giuseppe Furino, Francesco Morini, Helmut Haller, Fabio Capello, Franco Causio, Pietro Anastasi, Roberto Bettega Leeds United Association Football Club (trener Donald Revie): Gary Sprake – Paul Reaney, Terry Cooper, Billy Bremner (kapitan), Jackie Charlton, Norman Hunter, Peter Lorimer, Alan Clarke, Mick Jones, Johnny Giles, Paul Madeley Uwaga: Mecz przerwany został w 51 minucie z powodu ulewnego deszczu, który sprawił, że boisko nie nadawało się do gry |
| 28 maja 1971 Turyn Stadio Comunale (65 000) Juventus F.C. – Leeds United 2:2 (1:0) Sędzia: Laurens van Ravens (Holandia) Bramki: 1:0 Bettega 27, 1:1 Madeley 48, 2:1 Capello 55, 2:2 Bates 77 Juventus F.C. (trener Čestimir Vycpalek): Massimo Piloni – Luciano Spinosi, Sandro Salvadore (kapitan), Giampietro Marchetti, Giuseppe Furino, Francesco Morini, Helmut Haller, Fabio Capello, Franco Causio, Pietro Anastasi (72 Adriano Novellini), Roberto Bettega Leeds United Association Football Club (trener Donald Revie): Gary Sprake – Paul Reaney, Terry Cooper, Billy Bremner (kapitan), Jackie Charlton, Norman Hunter, Peter Lorimer, Alan Clarke, Mick Jones (72 Mick Bates), Johnny Giles, Paul Madeley     |
| 3 czerwca 1971 Leeds Elland Road (42 483) Leeds United – Juventus F.C. 1:1 (1:1) Sędzia: Rudolf Glöckner (NRD) Bramki: 1:0 Clarke 12, 1:1 Anastasi 20 Leeds United Association Football Club (trener Donald Revie): Gary Sprake – Paul Reaney, Terry Cooper, Billy Bremner (kapitan), Jackie Charlton, Norman Hunter, Peter Lorimer, Alan Clarke, Mick Jones, Johnny Giles, Paul Madeley (56 Mick Bates) Juventus F.C. (trener Čestimir Vycpalek): Roberto Tancredi – Luciano Spinosi, Sandro Salvadore (kapitan), Giampietro Marchetti, Giuseppe Furino, Francesco Morini, Helmut Haller, Fabio Capello, Franco Causio, Pietro Anastasi, Roberto Bettega                                                                  |

Leeds United zdobył puchar dzięki większej liczbie bramek zdobytych w meczu wyjazdowym.